# Publications de Marguerite-Marie Dubois
Cet article contient une liste des publications de Marguerite-Marie Dubois.
La liste des nombreuses publications de Marguerite-Marie Dubois figure dans divers ouvrages, dont Miscellanées (2009).

## Ouvrages scientifiques

### Moyen Âge

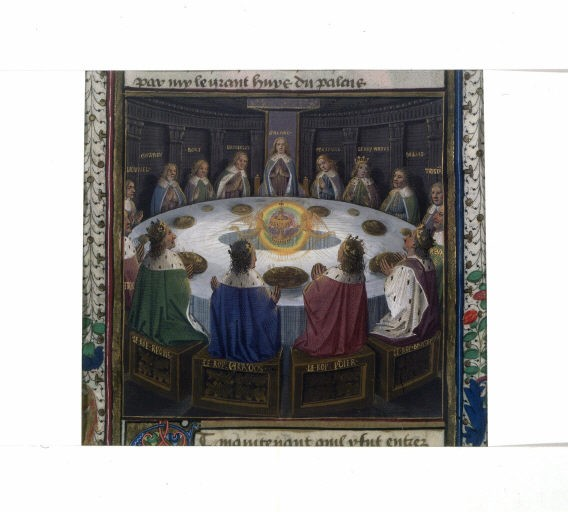
Apparition du Graal aux Chevaliers de la Table Ronde.

- Le roman d'Arthur et des chevaliers de la Table Ronde de Malory, introduction, traduction, notes (Aubier, 1948, 261 pages.)
- Un pionnier de la civilisation occidentale : saint Colomban (540-615) [Alsatia, 1950, 239 pages., traduction de James O’Carroll, Saint Columban : A Pioneer of Western Civilization, Dublin, M.H. Gill and  Son, 1961, XII-128 pages.)
- Mélanges colombaniens, ouvrage collectif préfacé par Gabriel Le Bras, avec participation personnelle (Paris, Alsatia, 1951, 419 pages.)
- La littérature anglaise du Moyen Âge (PUF, 1962, 171 pages.)
- Le Morte Darthur, illustré par Aubrey Beardsley (Quimper, éd. Corentin, 1993, 175 pages.)
- La Chronique d'Ingulf. Hauts faits et Méfaits des Vikings en Angleterre médiévale. Roman et histoire. Volume offert à Marguerite-Marie Dubois à l’occasion de son 85e anniversaire (Publications de l'AMAES, collection Grendel, no 4, Nancy, 2000, 447 pages., dir. Colette Stévanovitch).

### Langue anglaise
(grammaire et  lexicographie) 
- Grammaire complète de la langue anglaise, en collaboration avec Charles Cestre (Larousse, 1949, 592 pages).
- Dictionnaire américain-français, français-américain, avec Barbara Shuey, Denis J.Keen et L. Crocker (New-York, Pocket Book, Paris, Larousse, 1955, 260 pages).
- Dictionnaire moderne français-anglais, anglais-français, avec Charles Cestre, Barbara Shuey, Denis J.Keen, W. Ian James, William Maxwell Landers, Roger Shattuck et Margaret G. Cobb (Larousse, 1960, 752 pages ; nouvelle édition augmentée de 10 000 termes, avec la collaboration de Michèle Beaucourt, Jacqueline Blériot et David Jones, 1981, 782 pages).
- Dictionnaire français-anglais de locutions et expressions verbales, avec Yvonne Bridier, Elizabeth Henriot-Grundy, Suzanne Surivet, Denis Mahaffey, Barbara Shuey et George Solovieff (Larousse, 1973, 387 pages).
- Miscellanées de philologie et d’histoire (articles parus dans Vie et Langage, revue mensuelle  (Larousse, entre octobre 1952 et août 1967, édités en un volume, publié à Toulon, édition des Dauphins, Université du Sud, juin 2009, 342 pages).

## Ouvrages littéraires
(publiés sous le pseudonyme de Paule de Gimazane, nom, au temps des invasions médiévales, d'un ancêtre arabe de la famille maternelle de Marguerite-Marie Dubois) 

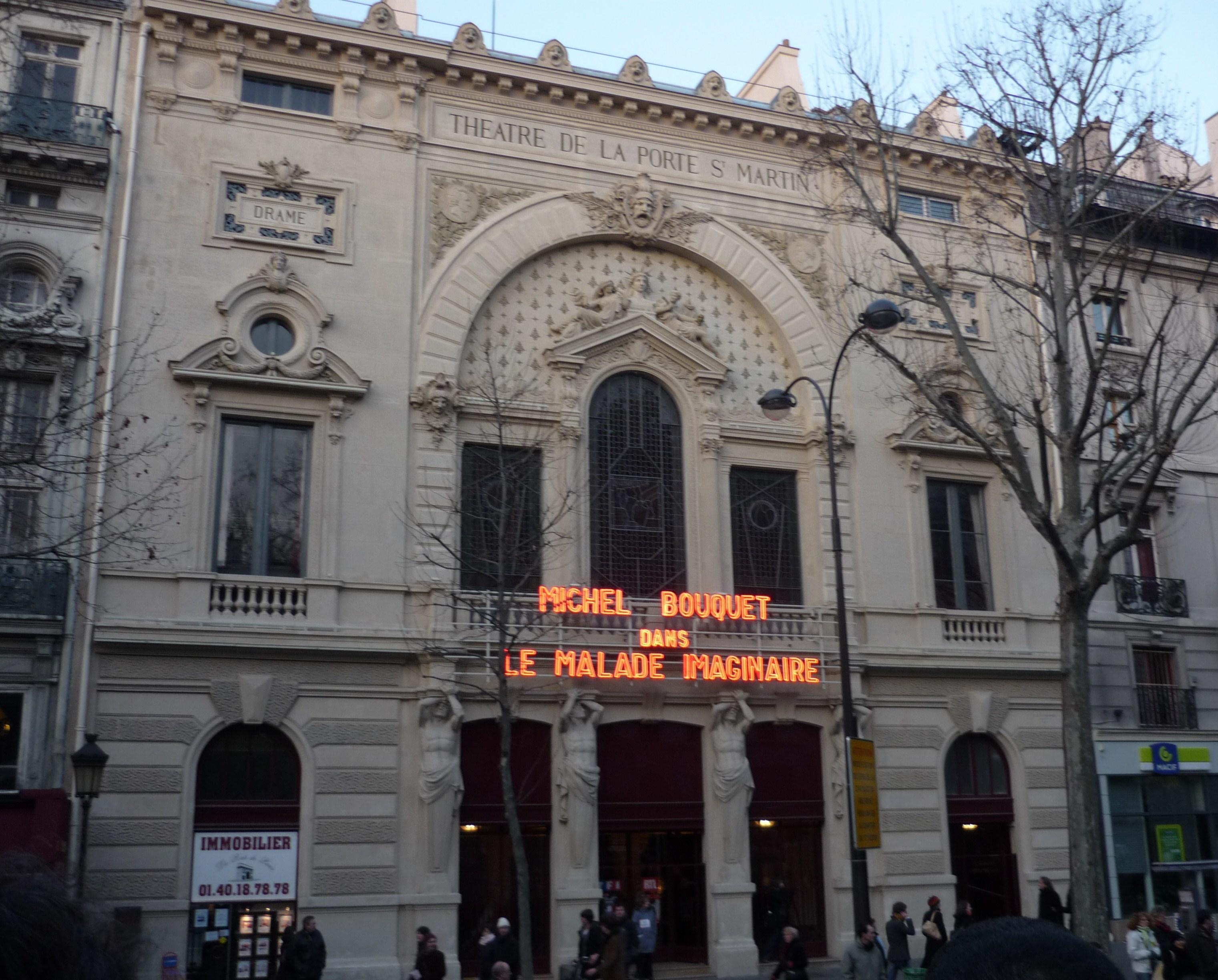
Théâtre de la Porte-Saint-Martin dont deux comédiens ont joué une pièce de M.-M. Dubois.

### Théâtre
- Le Mystère de saint Colomban, théâtre (Paris, Éditions de la Tour du Guet, 1950, p. 85), joué à Luxeuil les 22 et 23 juillet 1950, par Jean Valcourt, de la Comédie-Française, Maurice Revel et Roland Trenton, du Théâtre de la Porte-Saint-Martin, Suzanne Brevin, Henriette Louzier, etc.

### Contes et nouvelles
Publiés dans diverses revues entre 1933 et 1948 : 
- dans La Catho, « Au Presbytère de mon village », novembre 1933 ; La Conférence ecclésiastique, décembre 1933 ; Âmes d'enfant, trois contes, décembre 1934-janvier-février 1935 ; Point d'interrogation, mai 1934 ; L'Etang du Moulin, mars 1935 : Alleluia, avril-mai 1935 ; Jeunesse 1935 , 2 contes, novembre 1935-janvier 1936.
- dans  L'alliance universelle, Concours des Jeux de l'Olympe, La Gerbe rousse, janvier 1935.
- dans Auvergne et Méditerranée, Nicolette en quête d'Aucassin, Noël 1947-janvier 1948, etc.

### Poèmes
- Édités en particulier dans Septimanie, dont Marguerite-Marie Dubois a été rédactrice en chef : « La Robe Blanche », 1938, rééd. dans « Entre nous, Tübingen », janvier 1949 ; « Hymne à la Septimanie », Noël 1938-An 39 ; « Sanguis Uvae », 1939 ; « Les Glorieux vaincus », 24 juin 1940 ; « France éternelle », 1940 ; « La Relève des morts' », Noël 1939-An 40 ; « Alliance fanco-anglaise », 1940 ; « La Croix de mission », août 1941 : « Baptême de feu », septembre 1941 ; « Exode », 1941 ;  « Aube prochaine », Noël-1942-Pâques 1943 ; « Roses », Noël 1943-An 44, etc.
- Le poème « Aube prochaine » avec traduction en anglais par Leo Carruthers, commentaires de l’auteur et du traducteur, dans Bulletin de la  Société de stylistique anglaise, 22, 2001, pages 13–19 et dans Le carnet des études anglo-saxonnes et nord-américaines, no 25, avril-mai-juin 2005, pages 25–31.
- Le poème « Vie fugitive », a été publié dans Le carnet des études gréco-latines et des langues romanes, no 16, octobre-novembre-décembre 2002, page 28.
- Le poème « Poussière d'or », traduit en italien par Jean-Pierre Mouchon, a paru dans Terra Beata, no 4, janvier-avril 2009, page 31.
- Une soixantaine de poèmes sont inédits ; ils devaient faire partie d'un recueil, intitulé Bruyères blanches.

### Romans et essai

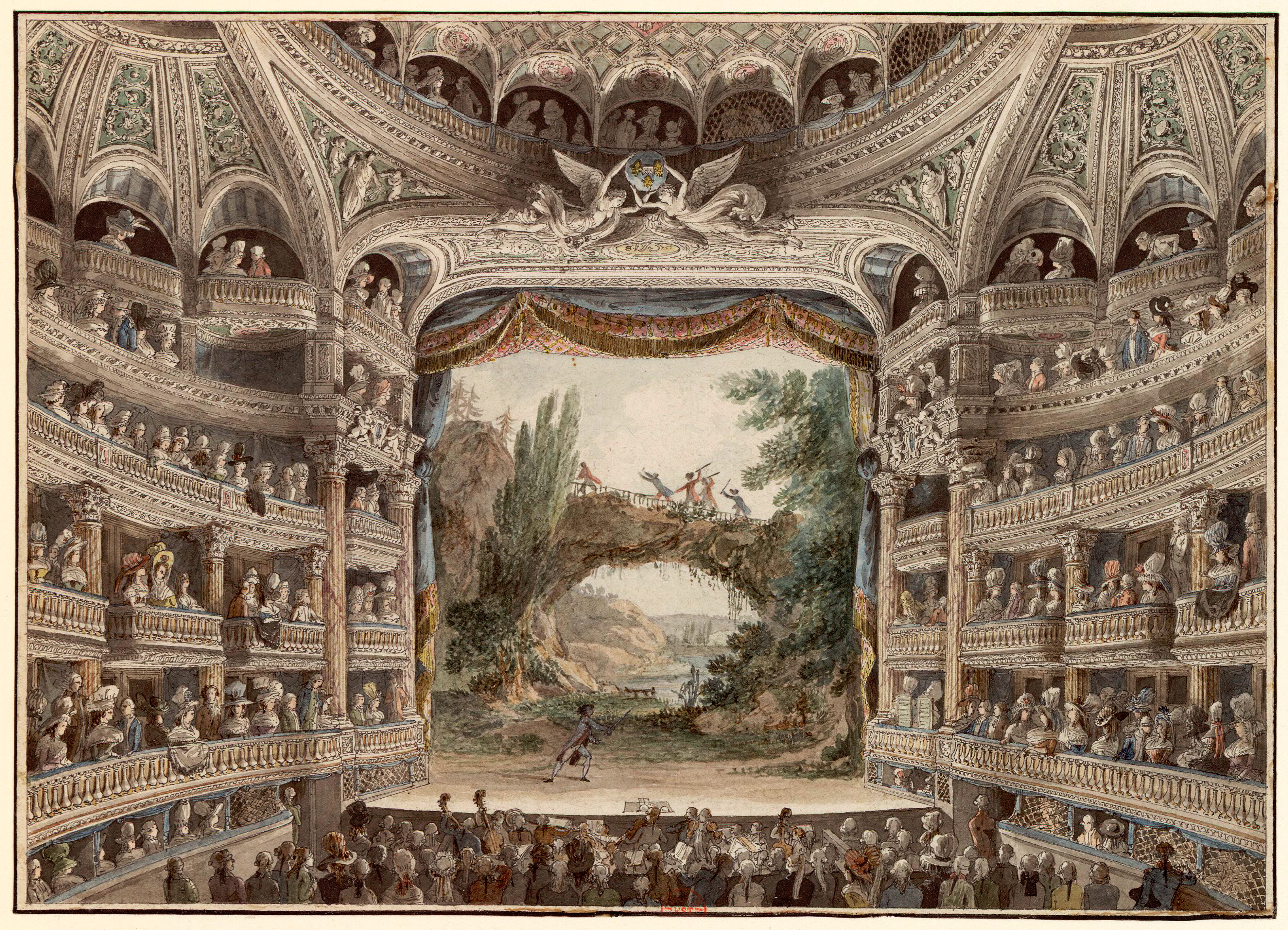
La Comédie-Française dont Jean Valcourt a joué une pièce de M.-M. Dubois.

- M.-M. Dubois, La Première pierre (roman), Paris, Simon, 1944, 264 p.
- M.-M. Dubois, Le Sang des loups (roman), Paris, Simon, 1945, 184 p. ; réédité sous le titre de Sidroc le Viking, Larousse, 1951, 149 pages ;  réédité sous le titre Le Sang des loups dans le volume La Chronique d'Ingulf, publications de l'AMAES, collection GRENDEL, no 4, 2000, 447 pages ; dir. Colette Stévanovitch).
- M.-M. Dubois, Le pain d'orgueil (roman), Paris, Simon, 1946, 256 p..
- M.-M. Dubois, La Sixième heure (roman)l, Paris, Alsatia, 1953, 322 p. ; adaptation du roman américain de M. Raymond O.C.S.O., God Goes to Murderer’s Row.
- Quatre romans sont inédits : 
  - À l’Ombre des châtaigniers (1933) ;
  - La Quatrième veille (1935) ;
  - Péché originel (1945) ;
  - Je ne suis plus d’ici (1948).
- M.-M. Dubois, Générations en conflit (essai), Lyon, Paris, Éditions du Chalet, 1963, 140 p. ; traduit en allemand (1964), en italien (1965) et en espagnol (1967).